# Mariano Di Vaio
Mariano Di Vaio (n. 9 mai 1989, Assisi, Umbria, Italia) este un blogger italian, designer de modă și actor. În timpul carierei sale, a fost model și reprezentant al unor branduri de lux, precum Hugo Boss, Dolce & Gabbana, Gucci și Calvin Klein. Blog-ul său, MDV Style, este unul dintre cele mai populare bloguri de modă din lume. 
Di Vaio este, de asemenea, autor, publicând prima sa carte "My Dream Job" ("Slujba mea de vis") în anul 2016. El și-a lansat propria linie de bijuterii, MDV Jewels , o colecție de pantofi, MDV Shoes, și o colecție de ochelari, MDV Eyewear. Primul film în care Mariano Di Vaio a jucat, a fost "Deported", o producție realizată la Hollywood a regizorului Yoram Globus.

## Cariera
Mariano Di Vaio s-a născut pe 9 mai 1989, în Assisi. A plecat din Italia la vârsta de optsprezece ani, să-și urmeze cariera la care visa: actorie și modeling: timp de un an a lucrat ca model în Londra, iar apoi a plecat la New York pentru a studia actoria la NYFA (New York Film Academy). Di Vaio s-a întors în Europa, și-a continuat cariera ca model, apărând pe diverse coperte de reviste și colaborând cu branduri internaționale de top: de la reclama pentru parfumul lui Roberto Cavalli, împreună cu Elisa Seidnaoui, la campanii pentru Hugo Boss, Cucinelli, Tommy Hilfiger, Omega și Cruciani. În ianuarie 2012, și-a deschis propriul blog, dedicat modei și stilului de viață, în care el experimentează cu succes cunoștințele și viziunile sale.
Astăzi, blog-ul său a devenit o sursă de inspirație pentru milioane de tineri din Italia și din întrega lume, fiind dedicat pasiunilor oamenilor: modă, sport, călătorii, muzică și filme.
Site-ul a fost un succes intantaneu; punând laolaltă paginile sale oficiale, Mariano are mai mult de 8 milioane de fani pe Instagram, Facebook și Twitter. Astăzi, Mariano Di Vaio este unul dintre cei mai influenți bloggeri de modă din lume. Designer al companiei MDV Colections, acum el este antreprenor al propriului său brand de modă.
În 2016, și-a făcut debutul în lumea cinematografiei, jucând în filmul "Deported", a regizorului Yoram Globus.
În toamna anului 2016 Mariano Di Vaio (împreună cu dansatorul Stefano De Martino) a devenit unul dintre mentorii primului sezon al emisiunii Selfie – Le cose cambiano, un talent show italian creat de societatea de producție televizuală Fascino PGT deținută de gazda de televiziune Maria De Filippi și difuzat pe Canale 5, având-o ca prezentatoare pe Simona Ventura.

## Viața personală
Mariano Di Vaio a îndrăgit întotdeauna stilul de stradă . Când era adolescent, el obișnuia să scrie și să patineze. De asemenea, iubește sportul, cum ar fi snowboardingul (odată și-a rupt încheietura mâinii făcând snowboarding în Alpi) și surfingul (mai ales în Malibu, California), însă și  motocrossul. Mariano a participat, de asemenea, la multe evenimente sportive importante, cum ar fi Moto GP și 24 hours of Le Mans.
În 2015, s-a căsătorit cu Eleonora Brunacci, de profesie avocat. Pe 27 noiembrie 2016 s-a născut primul lor fiu, Nathan Leone Di Vaio.

## Mariano Di Vaio collections
Mariano Di Vaio a lansat o linie de bijuterii prezentată la Paris White Show. În 2014, el a colaborat cu Cruciani pentru lansarea liniei de brățări, intitulată "Mercury by Mariano Di Vaio". Mariano a realizat, de asemenea, o colecție de pantofi, MDV Shoes, prezentată la Pitti Immagine, cu marca sa, "Mariano Di Vaio". Calitatea pantofilor produși în Italia face ca recenta sa colecție de încălțăminte să fie extrem de populară și apreciată. În 2016, a lansat colecția de ochelari, numită MDV Eyewear.

## Echipa MDV (Nohow)
Mariano Di Vaio este lider al propriei sale companii, MDV&CO, cu sediul în Umbria, Italia. În această mică regiune, tânărul antreprenor a dezvoltat o mare afacere, intenționând să promoveze valorile tradiționale ale locului, chiar dacă el lucrează peste tot în lume, în Europa, S.U.A. și Asia. Echipa MDV este formată din șaisprezece persoane tinere (multe dintre ele sunt sub 30 de ani), care au luat împreună parte la punerea pe picioare a afacerii din Umbria. Compania Nohow Style deține un sistem e-commerce iar acum ea reprezintă un punct de referință în întreaga lume în ceea ce privește moda masculină, numărând mai mult de un milion de fani pe tot mapamondul.

## Un "icon" al stilului de stradă
Mariano Di Vaio este o personalitate și un reprezentant al stilului stradal încă din anul din 2012, atunci când a creat propriul său blog. Ajutându-se de canalele mass-media (blog și rețele sociale), Mariano Di Vaio a devenit un adevărat fashion icon pentru cei care doresc să urmeze tendințele modei actuale. Având o influență masivă în domeniul modei, el creează articole vestimentare care inspiră sute de oameni. În timpul diferitelor Fashion week-uri și al altelor evenimente importante din industria modei, ca Pitti Immagine, Mariano a devenit un protagonist al stilului stradal (street-style), combinând într-un mod elegant ținutele formale și casual cu accesorii minimale ale stilurilor nonconformiste, de stradă. 

## Cărți publicate
- My Dream Job (Slujba mea de vis), Mondadori, 2016

## Filmografie
| An   | Titlu    | Rolul            |
| ---- | -------- | ---------------- |
| 2016 | Deported | Craig List Model |

## Legături externe
- Site-ul Oficial Arhivat în 7 octombrie 2017, la Wayback Machine.